# Arnaldo Otegi
Arnaldo Otegi (ur. 6 lipca 1958 w Elgoibar, prowincja Gipuzkoa) – nacjonalistyczny polityk baskijski, były członek ETA, czołowy polityk partii Batasuna, obecnie zdelegalizowanej.
Z wykształcenia filozof, w połowie lat 70. związał się z ETA. Jego komando miało na koncie m.in. wysadzenie stacji benzynowej, rabunek samochodów z bronią w ręku, atak na dowództwo wojskowe w San Sebastián, liczne rozboje i uwolnienie członka ETA internowanego w szpitalu. W wyniku tych działań Otegi musiał w 1977 uciekać do Francji.
W styczniu 1989 został oczyszczony z zarzutów udziału w porwaniu byłego deputowanego Javiera Rupéreza. Jednak już 21 lutego tego samego roku uznano go winnym porwania przedsiębiorcy Luisa Abaituy i skazano na sześć lat więzienia. W 1990 wyszedł z więzienia po odbyciu połowy kary.
W lokalnych wyborach parlamentarnych 1994 znalazł się na siódmym miejscu listy Batasuny z prowincji Gipuzkoa. Jego partia otrzymała jednak tylko 6 mandatów i Otegi nie dostał się do parlamentu baskijskiego. Udało mu się to rok później, kiedy zastąpił deputowaną Begoñę Arrondo, pozbawioną mandatu po skazaniu za współpracę z grupą zbrojną.
W listopadzie 1997 Sąd Najwyższy skazał na siedem lat więzienia członków prezydium krajowego partii za rozpowszechnianie filmu propagandowego ETA. Wyrok został później uchylony przez Trybunał Konstytucyjny, ale zatrzymani członkowie prezydium zostali już zastąpieni przez nowych. Do nowych władz Batasuny wszedł wówczas m.in. Otegi.
12 września 1998 Otegi złożył swój podpis pod Deklaracją z Estelli/Lizarry, która proponowała rozwiązanie konfliktu baskijskiego poprzez rozpoczęcie dialogu bez niemożliwych do zrealizowania warunków wstępnych. Kolejne zdanie deklaracji mówiło jednak o całkowitym pozbyciu się wszelkich form przemocy, który to warunek nigdy nie został spełniony.
W wyborach autonomicznych z 1998 był kandydatem Euskal Herritarrok (wspólna koalicja nacjonalistów i skrajnej lewicy) z prowincji Gipuzkoa. Porozumienie z Estelli, które sugerowało zawieszenie broni przez ETA, dały koalicji kredyt zaufania w społeczeństwie – nacjonaliści uzyskali najlepszy od 10 lat wynik (14 deputowanych) i stali się trzecią siłą polityczną w Kraju Basków i Nawarze.
W sierpniu 2000 r. został oskarżony o pochwałę terroryzmu, kiedy złożył hołd czterem członkom ETA, poległym w eksplozji samochodu-pułapki, który sami zamierzali wysadzić.
W listopadzie 2004 Otegi zaproponował utworzenie stołów dialogu dla rozwiązania konfliktu baskijskiego. Jego propozycja wywołała żywą dyskusję i w końcu podniosły się głosy o możliwości negocjacji pomiędzy rządem a ETA. 26 maja 2005, w szczycie debaty na temat negocjacji, został prewencyjnie aresztowany pod zarzutem udziału w grupie zbrojnej. Opuścił areszt po zapłaceniu kaucji 400 tys. euro. Nie był to jednak jego jedyny problem z prawem w tym okresie. W listopadzie 2005 został skazany przez Sąd Najwyższy za znieważenie króla Jana Karola I, kiedy obwołał go szefem katów. Odwołał się od wyroku do Trybunału Konstytucyjnego.
Pod koniec 2005 roku ukazał się w zbiór wywiadów z Otegim pod tytułem Mañana, Euskal Herria (hiszp./bask. Jutro, Ojczyzna Basków). Otegi przyznał się do sympatii do prezydenta Wenezueli Hugo Cháveza i kilkakrotnie odwoływał się do osoby Simona Bolivara, wenezuelczyka pochodzenia baskijskiego, przywódcy ruchu niepodległościowego i oporu przeciw Hiszpanii w Ameryce Południowej.